# Grotte d'Avecasta
La grotte d'Avecasta est un monument naturel et site archéologique situé dans la freguesia d'Areias, sur le territoire de la municipalité de Ferreira do Zêzere (district de Santarém, Portugal),.
Elle est classée Immeuble d'intérêt public (Catégorie IIP) depuis 2013 .

## Historique
La zona a été occupée pendant une longue période, du Paléolithique moyen et supérieur au Moyen Âge, en passant par le Chalcolithique ancien, l'Âge du bronze, le deuxième Âge du fer et l'époque romaine. La principale période d'occupation s'étend du Chalcolithique à la fin de la période romaine, lorsqu'elle était un centre de métallurgie du cuivre, comme en témoignent les scories découvertes à l'intérieur, et pendant l'âge du bronze, elle a été utilisée comme résidence.
Des vestiges chalcolithiques ont été découverts sur le sol, tout comme des vestiges romains, ces derniers étant concentrés dans une zone connue sous le nom de sols da casa . Quant à la période médiévale, les preuves consistent principalement en des cheminées à structure diffuse, indiquant que la grotte était occasionnellement utilisée pendant cette période. Des pièces métalliques et des scories de fer de la fin du Moyen Âge ont été trouvées, indiquant la présence de forges de fusion, qui fonctionnaient probablement dans des fosses peu profondes dans le sol, partiellement recouvertes de petits dômes en terre cuite. De plus, des traces de la vie quotidienne ont également été découvertes, telles que des fragments de poterie et des ossements d'animaux. Cette occupation pourrait être liée au terme de Torre da Murta, également connue sous le nom de Torre do Langalhão, située à environ deux kilomètres, et pourrait avoir fait partie du territoire contrôlé par Pedro Ferreiro, qui était arbalétrier du roi Sanche Ier, dont le nom est associé aux forges d'Avecasta.
Tout au long de l'histoire, la grotte a subi les effets de divers phénomènes, tels que des incendies et des tremblements de terre. Elle a été utilisée au moins une fois dans les danses du village d'Avecasta.
En 1979, il a été reconnu comme site d'intérêt archéologique, ayant fait l'objet de fouilles et d'autres travaux en 1980, 1981, 1982, 1998 et 2004. Depuis la fin du XXe siècle, les recherches sont coordonnées par José Mateus et Paula Queiroz. En août 2017, la troisième campagne de fouilles a été réalisée, coordonnée par les archéologues Eduardo Mateus et Paula Queirós, et qui consistait essentiellement à restaurer les niveaux naturels de la fouille, qui avaient été atteints par la mobilisation du terrain en 2012. Au cours de cette campagne, un ensemble d'environ trois cents pièces a été trouvé, dont un poinçon en silex, plusieurs morceaux de silex, des fragments de céramique, des moules de coulée et trois pièces de monnaie en bronze. En 2019 et 2020, de nouveaux travaux archéologiques ont été réalisés sur le site, comme en 2022, ces derniers étant coordonnés par les archéologues José Mateus, Paula Queiroz, Denise Silva et Artur Mateus, et réalisés dans le cadre des programmes de recherche du ministère de la Culture, et de l'installation du futur écomusée d'Avecasta. Au cours de cette campagne, les connaissances sur la période d'occupation médiévale ont été approfondies, avec la découverte de plusieurs traces de la vie quotidienne et de la fonte des métaux.

## Description
C'est une grande grotte naturelle voûtée qui contient un patrimoine de paléoenvironnement très riche, composé de micro et macro vestiges paléobotaniques et fauniques, dont le haut degré de conservation était dû aux sédiments, composés d'argiles de haute qualité, et à son microclimat humide.
En raison de ces conditions, elle est considérée comme un lieu de grand intérêt d'un point de vue archéologique, principalement pour la compréhension de l'évolution de la métallurgie. Une vaste collection de vestiges a été trouvée à l'intérieur, qui en 2024 totalisait déjà près de trente mille pièces, comprenant des ossements d'animaux et d'autres restes de nourriture, des scories de fer, du charbon, des fragments de poterie artisanale, des ustensiles en os, des morceaux de silex et des cendres, ayant été conservés au Musée national d'archéologie de Lisbonne. De nombreux vestiges de structures ont également été trouvés, tels que des murs, des cheminées et des fosses, nous permettant de confirmer qu'un établissement existait à l'intérieur.
Dans la région environnante se trouvent d'autres monuments antiques, comme le Castro de Avecasta, occupé depuis l'âge du bronze jusqu'à l'époque romaine.